# George Leveson-Gower, I duca di Sutherland
George Leveson-Gower, I duca di Sutherland (9 gennaio 1758 – Dunrobin Castle, 19 luglio 1833), è stato un politico e diplomatico inglese.

## Biografia
Era il primogenito di Granville Leveson-Gower, I marchese di Stafford, e della sua prima moglie, Lady Louisa Scroop. Studiò a Westminster School e alla Christ Church di Oxford.

## Carriera politica e diplomatica
Fu deputato per Newcastle-under-Lyme (1779-1784) e per Staffordshire (1787-1799). Tra il 1790 e il 1792 fu ambasciatore in Francia, pur non avendo alcuna esperienza diplomatica. L'ambasciata fu ritirata nel mese di agosto 1792 dopo la prigionia della famiglia reale durante la Rivoluzione francese. Dopo il suo ritorno in Gran Bretagna rifiutò le cariche di Lord Steward della famiglia e Lord luogotenente d'Irlanda. Tuttavia, nel 1799 accettò la carica di ministro delle poste, che mantenne fino al 1801. Giocò un ruolo importante nella caduta dell'amministrazione di Henry Addington, nel 1804, dopo aver cambiato fede politica da Tory a Whig.
Fu Lord luogotenente di Staffordshire (1799-1801) e Lord luogotenente di Sutherland (1794-1830). Fu un Consigliere della Corona nel 1790, un Cavaliere della Giarrettiera nel 1806, e fu creato duca di Sutherland il 28 gennaio 1833.

## Matrimonio
Sposò, il 4 settembre 1785, Lady Elizabeth Sutherland, XIX contessa di Sutherland, figlia di William Sutherland, XVIII conte di Sutherland, e di Mary Maxwell. Ebbero quattro figli:
- George Sutherland-Leveson-Gower, II duca di Sutherland (1786-1861);
- Lady Charlotte Sophia Leveson-Gower (1788-1870), sposò Henry Fitzalan-Howard, XIII duca di Norfolk, ebbero figli;
- Lady Elizabeth Mary Leveson-Gower (1797-1891), sposò Richard Grosvenor, II marchese di Westminster, ebbero figli;
- Francis Egerton, I conte di Ellesmere (1800-1857).

## Morte
Morì nel mese di luglio 1833, a 75 anni, e fu sepolto nella Cattedrale di Dornoch.

## Ascendenza
|                                                 |                                        |                                                 | Genitori                               |  |  | Nonni |  |  | Bisnonni                           |  |  | Trisnonni                           |  |
|                                                 |                                        |                                                 |                                        |  |  |       |  |  | John Leveson-Gower, I barone Gower |  |  | William Leveson-Gower, IV baronetto |  |
|                                                 |                                        |                                                 |                                        |  |  |       |  |  | John Leveson-Gower, I barone Gower |  |  | William Leveson-Gower, IV baronetto |  |
|                                                 |                                        | Jane Granville                                  |                                        |  |  |       |  |  | John Leveson-Gower, I barone Gower |  |  |                                     |  |
| John Leveson-Gower, I conte Gower               |                                        |                                                 |                                        |  |  |       |  |  | John Leveson-Gower, I barone Gower |  |  |                                     |  |
|                                                 |                                        | Catherine Manners                               | John Manners, I duca di Rutland        |  |  |       |  |  |                                    |  |  |                                     |  |
|                                                 |                                        | Catherine Manners                               | John Manners, I duca di Rutland        |  |  |       |  |  |                                    |  |  |                                     |  |
|                                                 |                                        | Catherine Manners                               | Catherine Noel                         |  |  |       |  |  |                                    |  |  |                                     |  |
| Granville Leveson-Gower, I marchese di Stafford |                                        | Catherine Manners                               |                                        |  |  |       |  |  |                                    |  |  |                                     |  |
|                                                 |                                        | Evelyn Pierrepont, I duca di Kingston-upon-Hull | Robert Pierrepont                      |  |  |       |  |  |                                    |  |  |                                     |  |
|                                                 |                                        | Evelyn Pierrepont, I duca di Kingston-upon-Hull | Robert Pierrepont                      |  |  |       |  |  |                                    |  |  |                                     |  |
|                                                 |                                        | Evelyn Pierrepont, I duca di Kingston-upon-Hull | Elizabeth Evelyn                       |  |  |       |  |  |                                    |  |  |                                     |  |
| Evelyn Pierrepont                               |                                        | Evelyn Pierrepont, I duca di Kingston-upon-Hull |                                        |  |  |       |  |  |                                    |  |  |                                     |  |
|                                                 |                                        | Mary Feilding                                   | William Feilding, III conte di Denbigh |  |  |       |  |  |                                    |  |  |                                     |  |
|                                                 |                                        | Mary Feilding                                   | William Feilding, III conte di Denbigh |  |  |       |  |  |                                    |  |  |                                     |  |
|                                                 |                                        | Mary Feilding                                   | Mary King                              |  |  |       |  |  |                                    |  |  |                                     |  |
| George Leveson-Gower, I duca di Sutherland      |                                        | Mary Feilding                                   |                                        |  |  |       |  |  |                                    |  |  |                                     |  |
|                                                 | John Egerton, III conte di Bridgewater | John Egerton, II conte di Bridgewater           |                                        |  |  |       |  |  |                                    |  |  |                                     |  |
|                                                 | John Egerton, III conte di Bridgewater | John Egerton, II conte di Bridgewater           |                                        |  |  |       |  |  |                                    |  |  |                                     |  |
|                                                 | John Egerton, III conte di Bridgewater | Elizabeth Cavendish                             |                                        |  |  |       |  |  |                                    |  |  |                                     |  |
| Scroop Egerton, I duca di Bridgewater           | John Egerton, III conte di Bridgewater |                                                 |                                        |  |  |       |  |  |                                    |  |  |                                     |  |
|                                                 |                                        | Jane Paulet                                     | Charles Paulet, I duca di Bolton       |  |  |       |  |  |                                    |  |  |                                     |  |
|                                                 |                                        | Jane Paulet                                     | Charles Paulet, I duca di Bolton       |  |  |       |  |  |                                    |  |  |                                     |  |
|                                                 |                                        | Jane Paulet                                     | Mary Scrope                            |  |  |       |  |  |                                    |  |  |                                     |  |
| Louisa Egerton                                  |                                        | Jane Paulet                                     |                                        |  |  |       |  |  |                                    |  |  |                                     |  |
|                                                 |                                        | Wriothesley Russell, II duca di Bedford         | William Russell, lord Russell          |  |  |       |  |  |                                    |  |  |                                     |  |
|                                                 |                                        | Wriothesley Russell, II duca di Bedford         | William Russell, lord Russell          |  |  |       |  |  |                                    |  |  |                                     |  |
|                                                 |                                        | Wriothesley Russell, II duca di Bedford         | Rachel Wriothesley                     |  |  |       |  |  |                                    |  |  |                                     |  |
| Rachael Russell                                 |                                        | Wriothesley Russell, II duca di Bedford         |                                        |  |  |       |  |  |                                    |  |  |                                     |  |
|                                                 |                                        | Elizabeth Howland                               | John Howland                           |  |  |       |  |  |                                    |  |  |                                     |  |
|                                                 |                                        | Elizabeth Howland                               | John Howland                           |  |  |       |  |  |                                    |  |  |                                     |  |
|                                                 |                                        | Elizabeth Howland                               | Elizabeth Child                        |  |  |       |  |  |                                    |  |  |                                     |  |
|                                                 |                                        | Elizabeth Howland                               |                                        |  |  |       |  |  |                                    |  |  |                                     |  |